# Stryfe
Stryfe (en algunas ediciones, traducido como Dyscordia) es un supervillano del cómic X-Men de Marvel Comics. Fue creado por Louise Simonson y Rob Liefeld. Debutó en New Mutants vol. 1 # 87, en marzo de 1990. Stryfe es un clon de Cable, y fue uno de sus principales enemigos.

## Biografía ficticia

### Origen
Stryfe es el clon de Nathan Christopher Summers, el hijo de Cíclope y Madelyne Pryor (un clon de Jean Grey). Cuando el mutante inmortal Apocalipsis, infecta al pequeño Nathan con un virus tecno-orgánico, una mujer de un futuro lejano, presentándose como Askani, aparece ante Cíclope y Jean Grey, diciéndoles que ella puede salvar al niño. Una vez que el bebé Nathan llega en el futuro, Askani clona al bebé, con la esperanza de salvar algo si él muere. El crecimiento del clon se acelera hasta que tenga la misma edad que el propio Nathan. Askani tiene éxito en detener la propagación del virus tecno-orgánico en el cuerpo de Nathan, lo que le salvó la vida. Sin embargo, Apocalipsis y sus fuerzas atacan el escondite de Askani y roban el bebé clonado (creyendo que era el original). Apocalipsis toma al niño como suyo, nombrándole Stryfe, con la intención de utilizarlo como su nuevo cuerpo huésped cuando lo necesite. Apocalipsis está a punto de trasladar su esencia en Stryfe, cuando descubre que Stryfe es en realidad un clon, por lo tanto no es apto para albergar su esencia. Un adolescente Nathan, junto con los viajeros del tiempo Cíclope y Jean Grey, enfrentan a Apocalipsis, dejándolo incapaz de transferirse a cualquier organismo, lo que provoca que su esencia a desincorpore. El lugarteniente de Apocalipsis, Ch'vayre, abandona a Stryfe después.
Stryfe crece como un loco demente, con ganas de venganza contra los que él creía que eran sus verdaderos padres (Cíclope y Jean) y su padre espiritual, Apocalipsis. Se convierte en un rebelde anarquista y terrorista en su futuro alternativo. Levanta un ejército y se convirtió en un feroz oponente de Nathan (ahora conocido como Cable) y su Clan Elegido. El liderea a los Nuevos Cananeos, un régimen despótico que sustituye al de Apocalipsis. Durante estas guerras, Stryfe mata a la esposa de Cable, Jenskot, y secuestra y el lava el cerebro a su hijo, Tyler Dayspring.
En el año 3806, los Nuevos Cananeos toman el control total del planeta, pero Stryfe logra viajar en el tiempo de dos mil años.

### Frente de Liberación Mutante
Al llegar al presente, Stryfe forma un grupo mutante terrorista, el Frente de Liberación Mutante (FML). Stryfe ordena a su Frente de Liberación Mutante capturar a los jóvenes mutantes Rusty Collins y Skids. En Japón, Stryfe luchó contra Cable y los Nuevos Mutantes, que frustraron su intento de envenenar las fuentes de agua de las grandes ciudades. En poco tiempo, su rostro fue revelado a sus siervos: idéntico a Cable. Stryfe abandonó su base de la Antártida durante una invasión del nuevo equipo de Cable, Fuerza-X (una línea de reorganizados Nuevos Mutantes). Stryfe también capturó a los mutantes Hairbag y Slab, de los Nasty Boys, y los entregó a Mr. Siniestro, antes de ordenar un ataque al FLM en una clínica. También se enfrentó y derrotó a Kane (Arma X II), quien descubrió su verdadero rostro. Finalmente, el reveló estar iniciando una cruzada contra Apocalipsis.

### X-Cutioner's Song
Stryfe más tarde luchó contra Cable, que se enteró de que Stryfe era en realidad su doble. Más tarde, Stryfe siembra el caos en las filas de los X-Men, haciéndose pasar por Cable y balenado al Profesor X, como parte de un intento de asesinato. Él captura a Cíclope y Jean Grey a través de un pacto con Mr. Siniestro, y comienza a torturarlos. Él venció a los Jinetes Oscuros y se enfrentó a Apocalipsis. Stryfe derrota a Apocalipsis y casi lo destruye, hiriéndolo gravemente. Con esto, se convirtió en líder de los Jinetes Oscuros. Stryfe entrega a Siniestro un bote que él dice tiene material genético de dos mil años, con información de los descendientes de Summers, pero en verdad, tiene el mortal Virus Legado. Stryfe y Cable combaten en la Luna, hasta que este último abre una grieta temporal mediante la detonación de un sistema de autodestrucción, el cual destruye su cuerpo y el de Stryfe. Pero la conciencia de Stryfe entra en la mente de Cable, en la que permanece hasta que la abandona voluntariamente.

### Regreso
Aunque físicamente muerto, Stryfe intento volver a la vida a través del cuerpo de Warpath. Sin embargo, su intento se evita con la llegada de Fuerza-X y Warpath fue sanado por el demonio Blackheart. De alguna manera por medios desconocidos Stryfe fue revivido y junto con los Jinetes Oscuros comenzó a someter a Latveria. Stryfe se enfrentó a Cable y X-Man. Al final, Stryfe fue traicionado por su socia, Madelyne Pryor, quien le dio su poder a X-Man. Stryfe fue derrotado por Nate.
Stryfe luego reapareció tomando el control de la secuencia de activación de los Centinelas Prime. Los usó para cazar a Lady Deathstrike, que tenía los códigos completos de todos los centinelas en sus sistemas cibernéticos. Deathstrike se vio obligada a recurrir a los X-Men, y juntos derrotaron a Stryfe, quien se teletransportó lejos.
Más tarde, Stryfe intentado dar caza a Bishop, que estaba en ese momento poseído por una entidad conocida como la "Bestia Negra", cuyo poder rivalizaba con la Fuerza Fénix, y amenazaba con dar rienda suelta a su maldad en el universo. Sin embargo, al final, Stryfe falló y liberó a Bishop de la entidad.

## Poderes
Stryfe es un clon del mutante Cable, y como consecuencia, posee habilidades mutantes naturales como la telepatía y la telequinesis. Sin embargo, estas habilidades son mucho más poderosos que en Cable. Esto es debido al hecho de que Stryfe nunca se infectó con un virus tecno-orgánico. Por lo tanto, no tiene que gastar constantemente sus habilidades para evitar que el virus consuma su cuerpo. También tenía otras habilidades, tales como la manipulación genética.
Stryfe lleva una armadura de batalla de composición desconocida que es altamente impermeable a los daños.
Stryfe ha recibido una amplia formación en técnicas militares de combate y artes marciales, y es un tirador maestro con armas de fuego. Él es un estratega astuto terrorista.

## Otras versiones

### Guerra del Mesías
En este futuro alternativo, Stryfe inexplicablemente vuelve a la vida en su cuerpo original, y Bishop le pide ayuda en la captura de Cable.
Fue finalmente derrotado por Cable y Fuerza-X, y fue visto por última vez siendo arrastrado por Apocalipsis para cumplir su destino: convertirse al primer huésped del alma de Apocalipsis.

### Ultimate Stryfe
Stryfe también es un terrorista, líder de la versión de este universo del Frente de Liberación Mutante.

## En otros medios

### Televisión
- Stryfe apareció en el episodio "Más allá del bien y del mal", de la serie animada X-Men, como uno de los psíquicos secuestrados por Apocalipsis.

### Videojuegos
- Stryfe es uno de los jefes del juego X-Men Legends II: Rise of Apocalypse.
- Stryfe también aparece como personaje del videojuego Marvel Future Fight.
- Aparece en el videojuego Marvel Contest of Champions como personaje jugable si se lo consigue en cristales.